# Flunkyball

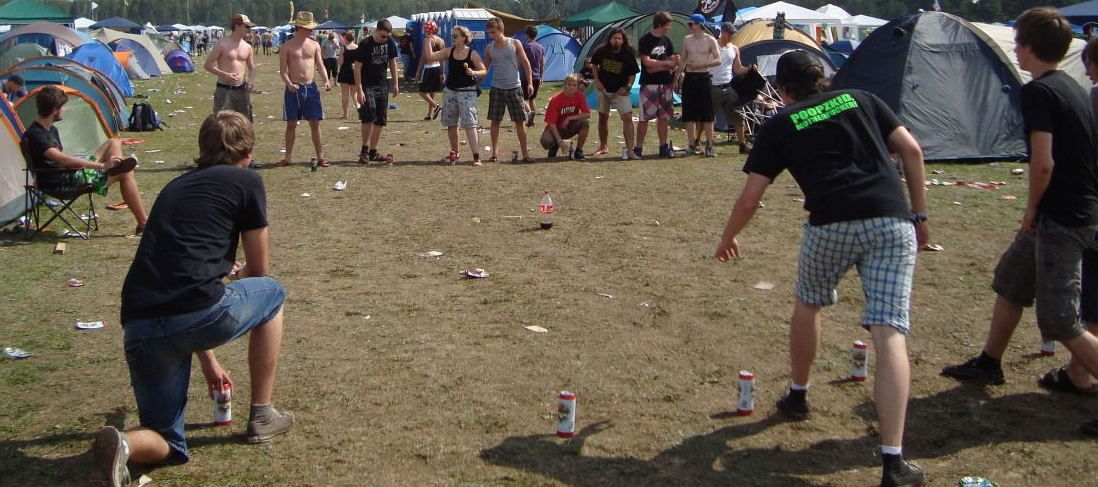
Jogo de flunkyball em um festival

O Flunkyball ([ˈflʌŋkiˌbɔːl] ou [ˈflʊŋkiˌbal]), também chamado de bierball, é um jogo de bebida no qual duas equipes competem entre si.

## Regras do jogo

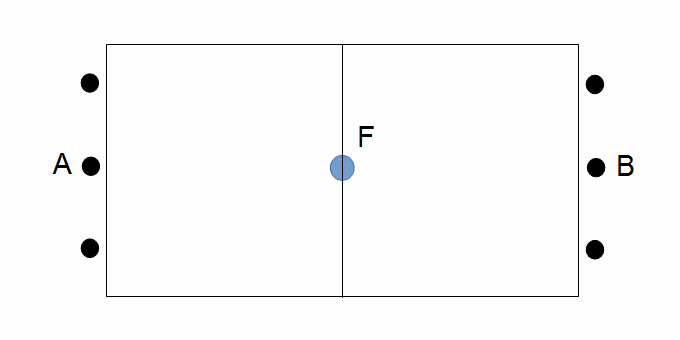
Desenho de um campo de Flunkyball: as equipes A e B se posicionam atrás das linhas de base, com o gol F no meio.

Duas equipes se posicionam em fila, uma de frente para a outra, a uma distância de aproximadamente 10 metros. O número de jogadores por equipe não é fixo, mas o mais comum é que haja entre 3 e 8 pessoas por equipe. Cada jogador tem uma garrafa ou lata de cerveja aberta colocada no chão à sua frente.
No centro do campo, entre as duas equipes, há um alvo que normalmente consiste em uma garrafa de plástico cheia de líquido entre um quarto e a metade de sua capacidade. Os jogadores devem lançar uma bola para atingir essa garrafa e derrubá-la. A equipe que tem a bola tem uma tentativa para acertar o alvo. Se conseguir derrubá-lo, a equipe que fez o arremesso pode começar a beber cerveja, o máximo e o mais rápido possível.
A equipe adversária deve colocar o alvo de volta na posição vertical e levar a bola de volta para trás de sua própria linha. Assim que o campo de jogo estiver restabelecido, essa equipe grita em voz alta "Stop!", momento em que a equipe que estava bebendo deve parar imediatamente. Quando ambas as equipes estiverem novamente preparadas, a outra equipe pode fazer seu arremesso. Quando uma das equipes terminar de beber todas as suas cervejas, essa equipe vence a partida.

## Penalidades
Podem ser aplicadas penalidades, por exemplo, se um jogador começar a beber antes da hora, continuar bebendo após o grito de "Stop!" ou vomitar. Também é penalizado o derramamento de cerveja (por exemplo, quando a garrafa transborda por excesso de espuma ou é derrubada). As possíveis penalidades incluem uma "cerveja de penalização" para o jogador infrator, a perda de um turno de arremesso ou um gole extra para a equipe adversária. O que é considerado infração e como se aplica a penalidade pode variar de acordo com o local.

## Variantes
As regras do flunkyball variam de um lugar para outro e muitas vezes só são definidas no início da rodada, ou até mesmo durante o jogo. As distâncias entre os arremessadores e o alvo são variáveis. Em alguns casos, basta colocar o alvo de pé para gritar "Stop!", sem a necessidade de levar a bola até a linha da equipe.
Em vez de uma bola, também se pode usar uma garrafa plástica ou até mesmo uma cebola como objeto de arremesso. Em vez de cerveja, a partida também pode ser jogada com bebidas não alcoólicas, como refrigerantes ou água. A quantidade a ser bebida também varia, embora o mais comum sejam garrafas entre 0,5L e 1,5L.

## Difusão
O flunkyball é normalmente jogado no verão e em espaços verdes, como parques e jardins. Também é comum que seja praticado em festivais de música. É especialmente popular na cultura estudantil e entre universitários alemães. Por exemplo, o Instituto de Tecnologia de Karlsruhe realiza um campeonato anual de flunkyball.
A maior competição de flunkyball na Alemanha acontece em Elmshorn, todo mês de maio.
Curiosamente, o termo flunkyball é comum em países de língua alemã, mas é praticamente desconhecido no mundo anglófono.
O atual recorde mundial da maior rodada de flunkyball já jogada ocorreu em 31 de maio de 2024, em Leipzig, onde 1.323 pessoas participaram simultaneamente de uma partida do jogo, conhecido nessa cidade como bierball.

## Origem e história
As primeiras partidas de flunkyball foram disputadas no início dos anos 2000 e eram jogadas com latas de cerveja colocadas no centro, que precisavam ser derrubadas. Nas primeiras variantes, utilizava-se um puck (uma lata de cerveja amassada em forma de disco de hóquei), uma bola ou um bastão. Com a introdução na Alemanha da obrigatoriedade uniforme do depósito para latas de cerveja em 1º de maio de 2006, a variante com puck foi se tornando cada vez menos comum.
O primeiro campeonato mundial foi realizado em 2005, em Darmstadt, onde uma equipe de Dillenburg conquistou a vitória.

## Recepção da mídia
Em um videoclipe da banda Kraftklub, de Chemnitz, é mostrada uma partida de flunkyball.
Flunkyball é também o título de um filme de ficção dirigido por Alexander Adolph, lançado em 2023. O jogo aparece apenas em uma única cena carregada de simbolismo.

## Ligações
- Flunkyball na Spielwiki.